# Scrancia oculata
Scrancia oculata är en fjärilsart som beskrevs av Sergius G. Kiriakoff 1962. Scrancia oculata ingår i släktet Scrancia och familjen tandspinnare. Inga underarter finns listade.